# Тит Генуций Авгурин
Тит Генуций Авгурин (на латински: Titus Genucius Augurinus) e политик на ранната Римска република.
Той е брат на Марк Генуций Авгурин (консул 445 пр.н.е.).
През 451 пр.н.е. Тит Генуций е консул с колега Апий Клавдий Сабин и е в първия децемвират, ръководен от Клавдий Сабин. В колегията се изработват първите десет закона, Закони на дванадесетте таблици.